# 丹麥國家社會主義工人黨
丹麦国家社会主义工人党（丹麥語：Danmarks Nationalsocialistiske Arbejderparti）是二战前和二战期间丹麦国内最大的纳粹主义政党。该党成立於1930年11月16日。 成立前纳粹党剛剛在1930年德國國會選舉中贏得107個議席。丹麥國家社會主義工人黨在某些方面刻意模仿纳粹党，例如該黨同樣引入了纳粹标志和納粹禮、成立冲锋队，引入霍斯特·威塞尔之歌 。该党同樣支持反犹太主义。 丹麥國家社會主義工人黨支持丹麦民族主义，他们主張丹麦應該向南擴張，將历史上的石勒苏益格公国全境納入版圖。 1945年5月，該黨解散。